# Paavo Lötjönen
Paavo Lötjönen (Kuopio, 29 luglio 1968) è un violoncellista finlandese, componente del gruppo musicale Apocalyptica.

## Biografia
Paavo Lötjönen proviene da una famiglia di musicisti e già all'età di 7 anni aveva deciso di suonare il violoncello. Come gli altri membri della band si è diplomato all'accademia Sibelius ed in seguito ha cominciato ad insegnare violoncello in una scuola di musica.
Oltre che per la musica ha uno spiccato interesse per la natura e lo sport, infatti è maestro di sci a Ylläs.

## Stile
Paavo ama diversi generi musicali, dalla classica, al metal, al rock fino al jazz. È un fan dei Rammstein. Della musica classica preferisce i compositori Sibelius, Brahms e Mozart.